# Odluka Hrvatskog sabora 1918.
Odlukom Hrvatskog sabora 29. listopada 1918. godine, razriješeni su svi državnopravni odnošaji i veze kraljevine Hrvatske, Slavonije i Dalmacije s Kraljevinom Ugarskom i Carevinom Austrijom te je proglašena nezavisnost Dalmacije, Hrvatske i Slavonije s Rijekom prema Ugarskoj i Austriji, s pozivom na moderno načelo narodnosti, uz istodobno pristupanje Državi Slovenaca, Hrvata i Srba.
Tekst saborske odluke glasi:
| » | Hrvatski državni sabor na temelju potpunog prava narodnog samoopredjeljenja, koje je danas već priznato od svih zaraćenih vlasti, stvara ovaj zaključak: Svi dosadašnji državno-pravni odnošaji i veze između kraljevine Hrvatske, Slavonije i Dalmacije s jedne strane, te kraljevine Ugarske i carevine Austrije s druge strane, razrješavaju se. Ukida se, dakle i ništetnom proglašuju napose hrvatsko-ugarska nagodba (zakonski članak I od godine 1868.), a isto se tako ukidaju i ništetnim proglašuju svi kasniji njeni dopunjci ili revizije, tako da od danas Dalmacija, Hrvatska i Slavonija neimaju s kraljevinom Ugarskom ni pravno, ni faktično nikakvih zajedničkih državnih poslova. Dalmacija, Hrvatska, Slavonija s Rijekom proglašuju se posve nezavisnom državom prema Ugarskoj i Austriji, te prema modernom načelu narodnosti, a na temelju narodnog jedinstva Slovenaca, Hrvata i Srba pristupa u zajedničku narodnu suverenu Državu Slovenaca, Hrvata i Srba na cijelom etnografskom području toga naroda, bez obzira na ma koje teritorijalne i državne granice, u kojima narod Slovenaca, Hrvata i Srba danas živi. Sveopća narodna ustavotvorna skupština svega ujedinjenoga naroda Slovenaca, Hrvata i Srba odlučit će unaprijed određenom kvalificiranom većinom, koja potpunoma zaštićuje od svakog majoriziranja, konačno kako u formi vladavine, tako u unutrašnjem državnom ustrojstvu naše države, utemeljene na potpunoj ravnopravnosti Slovenaca, Hrvata i Srba. | « |
|   | |   |

## Zanimljivost
Saborskom odlukom o prestanku višestoljetne državne zajednice Dalmacije, Hrvatske i Slavonije s Ugarskom i Austrijom nije ujedno formalno proglašena odluka o detronizaciji dinastije Habsburg s prijestolja. Ta odluka je zakonski provedena tek tijekom Drugog svjetskog rata u vrijeme Nezavisne Države Hrvatske (NDH) kada je ustaški režim u pregovorima sa svojom pokroviteljicom, fašističkom Kraljevinom Italijom odredio kraljevića iz Savojske dinastije za budućeg hrvatskog kralja tj. kralja Kraljevine Hrvatske (kako se NDH do 1943. i službeno nazivala). S obzirom na to da Nezavisna Država Hrvatska nikada nije postala međunarodno priznata država, niti se Republika Hrvatska priznaje njenom pravnom sljednicom, zakonski akti NDH nemaju zakonsku snagu pa stoga formalna odluka o detronizaciji Habsburgovaca nikada nije formalno obavljena.